# Oregon Route 293
Az Oregon Route 293 (OR-293) egy oregoni állami országút, amely kelet–nyugati irányban a U.S. Route 97 Willowdale-től északkeletre lévő csomópontja és a 218-as út antelope-i elágazása között halad.
A szakasz Antelope Highway No. 293 néven is ismert.

## Leírás
A rövid szakasz Willowdale-től északra ágazik le a US 97-ről északkeleti irányban, majd néhány kanyart követően nagyrészt egyenesen halad tovább Antelope-ig, ahol az OR 218-ba torkollik.